# Nicodème ben Gorion
Nicodème ben Gorion (hébreu : נקדימון בן-גוריון Nakdimon Ben-Gourion), parfois appelé Bouna ou Bouni, est un riche jérusalémite ayant vécu dans la période précédant la destruction du Second Temple.
Personnage notable du folklore talmudique, il est parfois identifié à Nicodème le disciple de Jésus de Nazareth selon l'évangile selon Jean.
Son nom dérive du grec et signifie nikê, « victoire » et dêmos, « peuple ». La forme Nicodème vient peut-être de la translittération du nom hébreu, Niqdamon. Il existe toutefois d'autres explications. Dans le Talmud, il est indiqué que Nicodème est le résultat d'un jeu de mots en langue hébraïque.

## Éléments biographiques
Il est, selon le Talmud, à la tête de l'une des trois plus grandes fortunes de Jérusalem, avec Ben Kalba Savoua et Ben Tzitzit haKesset au moment du siège de Jérusalem (70). Une baraïtha indique que le vrai nom de Nicodème était Boni. Il est conjecturé que son nom original était Bouna ou Bouni et que son nom de Nicodème était le résultat d'un jeu de mots (Ta'anit 21a).
Sa richesse fabuleuse est mentionnée dans les récits du Talmud de Babylone ainsi que son activité en faveur des pèlerins au Temple de Jérusalem. Quand les sages ont voulu décrire ses richesses, ils ont écrit que le lit qu'il avait offert à sa fille avait coûté douze mille dinars (Avot déRabbi Nathan § VI). Le Talmud de Babylone (Tractate Ketoubot) raconte comme preuve de sa richesse, que Nicodème ben Gorion a donné « mille et mille dinars d'or » pour la dot de sa fille.
Selon le traité Guittin (Mishna), Nakdimon Ben Gourion, Ben Kalba Savoua et Ben Tzitzit haKesset possédaient dans leurs greniers, des réserves de nourriture qui auraient suffi pour soutenir un siège pendant vingt-et-un ans, mais, comme ils étaient en faveur de l'apaisement avec la puissance romaine, leurs réserves de grains, d'huile et de bois auraient été brûlées par les Zélotes. Jérusalem a alors connu une terrible famine. Selon la même source, durant la première guerre judéo-romaine, comme ses deux amis Kalba Sabbua' and Ben Ẓiẓit, il aurait influencé Simon Bargiora pour qu'il s'affronte aux Zélotes dirigés par Jean de Gischala et Éléazar fils de Simon, qui ont donc brûlé les immenses quantités de provisions que les trois amis avaient accumulés (voir Guiṭtim 56a). Il est possible que le sens de ces midrashim nous échappe, l'existence des trois hommes riches ne semble toutefois pas douteuse.
Le Midrash, pour sa part, parle abondamment des citernes de Nakdimon Ben Gourion, destinées à abreuver la masse des pèlerins qui envahissaient Jérusalem à l'occasion des trois pèlerinages. Ta'anit 19b rapporte que lors d'un pèlerinage, il a loué douze citernes pour les pèlerins et promis à leurs propriétaires douze cents talents d'argent.
Selon Ari (le kabbaliste Isaac Louria) le tombeau de Nicodème aurait été le Tombeau des Rois à Jérusalem. Robert Eisenman note que la littérature juive associe ce tombeau à Kalba Savua. On sait aujourd'hui qu'il s'agit d'un tombeau appartenant à la dynastie Monobaze d'Adiabène et que notamment la reine Hélène d'Adiabène et un de ses fils, le roi Izatès II y ont été enterrés. Toutefois, au moment des premières fouilles au XIXe siècle, la population juive de Jérusalem appelait ce tombeau « tombe de Nicodème » alors que la population arabe l'appelait « tombeau des rois ».

## Un éventuel disciple de Jésus

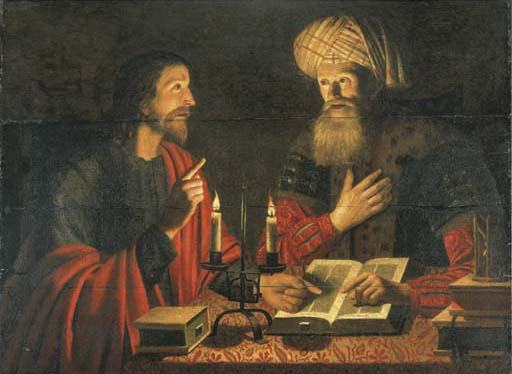
Jesus and Nicodemus, Crijn Hendricksz Volmarijn, 1601–1645.

Certains auteurs, dont des historiens spécialistes de la période et de la région, identifient Nicodème ben Gourion au disciple de Jésus mentionné dans le seul évangile selon Jean,. Le Talmud (Sanhédrin 43a) indique que Jésus avait un disciple nommé Buni, l'autre nom sous lequel Nicodème ben Gorion est connu. Toutefois, cette identification ne fait pas consensus et certains exégèses estiment que le Buni disciple de Jésus désigne en fait Jean de Zébédée.
Au tout début de l'évangile selon Jean, Nicodème « pharisien et chef des Juifs », vient rencontrer secrètement Jésus de nuit pendant que celui-ci se trouve à nouveau à Jérusalem pour les fêtes de Pessah, après « l'expulsion des marchands du temple » lors d'une précédente fête de Pessah. Dans les trois évangiles synoptiques, qui n'ont retenu qu'une seule montée du Christ à Jérusalem, cet incident se trouve à la fin du texte et figure parmi les causes de l'arrestation de Jésus conduisant à sa crucifixion le lendemain. Lors de cette rencontre, Jésus transmet son enseignement à Nicodème et en fait un de ses disciples (Jn 3. 1-21).
Dans un autre passage de l'évangile selon Jean (Jn 7. 45-51), à nouveau lors des fêtes de Pessah, alors que Jésus est présent à Jérusalem, Nicodème prend la défense de ce dernier — dont il est précisé qu'il n'a pas encore 50 ans — dans une réunion du sanhédrin, après l'échec d'une arrestation de Jésus par la garde du Temple. Il rappelle aux autres membres de l'assemblée « Notre loi ne permet pas de condamner un homme sans l'avoir entendu ». Ce à quoi les Pharisiens lui répondent: « Tu n'es tout de même pas Galiléen toi aussi ? Examine [les textes] et vois que de Galilée, il ne se lève pas de prophète. » .
Dans un dernier passage, il aide Joseph d’Arimathie lors de la mise au tombeau de Jésus (Jn 19. 39-42), une tache que Joseph d’Arimathie accomplit seul dans les évangiles synoptiques.
Pour la Tradition chrétienne antique, c'est l'un des trois dirigeants pharisiens qui sont secrètement disciples de Jésus avec Gamaliel l'ancien et Joseph d'Arimathie.

## Gorion ou Nicodème chez Flavius Josèphe
Flavius Josèphe mentionne un « Gorion, fils de Nicomède » dans la Guerre des Juifs. Au début de la Grande révolte, après l'exécution de Menahem (automne 66), le préfet romain Metillius fait savoir aux insurgés qu'il accepte de capituler avec ses troupes en échange de la vie sauve. « Gorion, fils de Nicomède » (Nicodème ?), fait alors partie de la délégation envoyée « pour conclure la convention et échanger les serments. ». L'hypothèse que ce Gorion pourrait être un fils de Nicodème, dont le nom aurait été altéré, a été émise.
Dans le même livre, Flavius Josèphe indique que « Joseph, fils de Gorion, et le grand-prêtre Anan » sont élus dictateurs de Jérusalem peu après la défaite de Cestius à Beth-Oron (automne 66). C'est à ce dirigeant de la révolte qu'est attribué par erreur le Josippon. Un écrit juif rédigé en hébreu biblique au Xe siècle en Italie, mais dont l'auteur anonyme indique l'avoir « écrit à partir du livre de Joseph ben Gorion le prêtre. » « Le Yosipon paraphrase la Guerre des Juifs et les seize premiers livres des Antiquités judaïques de Flavius Josèphe en y mêlant également les récits rapportés dans les Livres des Macchabées, de Daniel et de Judith. » Il n'est pas directement écrit avec l’œuvre de Flavius Josèphe, mais à partir de la traduction latine du pseudo-Hégésippe.